# Jackson County (Illinois)
Jackson County is een county in de Amerikaanse staat Illinois.
De county heeft een landoppervlakte van 1.523 km² en telt 59.612 inwoners (volkstelling 2000). De hoofdplaats is Murphysboro.